# Tamara Rakić
Tamara Rakić (Valjevo, 22 settembre 1987) è una pallavolista serba.
Gioca nel ruolo di schiacciatrice nello Ženski Odbojkaški Klub Železničar Lajkovac.

## Carriera
La carriera di Tamara Rakić inizia nella stagione 2001-02 quando debutta nella Prva Liga jugoslava col club della sua città, il Srbijanka Valjevo, giocandovi per tre annate. Nella stagione 2004-05 passa alla rinominata Ženski odbojkaški klub Crvena zvezda, dove, pur non vincendo alcun titolo, disputa campionati di vertice ed inizia a prendere parte a delle competizioni europee.
Dopo aver giocato il campionato 2008-09 con la Ženski odbojkaški klub Dinamo Pančevo 1973, riuscendo peraltro a classificarsi al terzo posto, torna giocare nel campionato successivo per la Ženski odbojkaški klub Crvena zvezda, vincendo tre scudetti consecutivi ed altrettante edizioni della Coppa di Serbia, oltre a raggiungere la finale della Coppa CEV 2009-10, venendo premiata come miglior ricevitrice del torneo; nel 2012 debutta nella nazionale serba, prendendo parte ad alcune gare di European League.
Va a giocare per la prima volta all'estero nella stagione 2012-13, firmando con lo Ženskij volejbol'nyj klub Enisej nella Superliga russa; tuttavia la stagione si rivela abbastanza deludente ed il club chiude all'ultimo posto in classifica, retrocedendo. Nel campionato seguente va a giocare nella ORLEN Liga polacca col Legionovia.
Ritorna in patria nel campionato 2014-15 per vestire la maglia dello Ženski Odbojkaški Klub Železničar Lajkovac.

## Palmarès

### Club
- Campionato serbo: 3

2009-10, 2010-11, 2011-12
- Coppa di Serbia: 3

2009-10, 2010-11, 2011-12

### Premi individuali
- 2010 - Coppa CEV: Miglior ricevitrice